# Armeria girardii
Armeria girardii är en triftväxtart som först beskrevs av Bernis, och fick sitt nu gällande namn av René Verriet de Litardière. Armeria girardii ingår i släktet triftar, och familjen triftväxter. Inga underarter finns listade i Catalogue of Life.